# Língua tsotsil
A língua tsotsil (nome nativo: Bats'i k'op; [ɓatsʼi kʼopʰ] ou jk'optik (nossa palavra) é uma língua maia falada pelo povo tsotsil no estado mexicano de Chiapas.

## Falantes
Conforme um censo do I.N.E.G.I. (Instituto Nacional de Estadística Geografía e Informática), havia nesse ano 329 937 falantes de tsotsil no México, fazendo da mesma a sexta língua indígena mais falada do país. A maioria dos falantes são bilingues, com o espanhol sendo a segunda língua. Na área central de Chiapas, algumas escolas primárias e uma secundária ensinam em tsotsil A língua tseltal é a parente mais próxima, formando as duas  um sub-ramo tseltalano das línguas maias. Essas duas línguas e a língua chol são as três mais faladas no estado de Chiapas.
Fala-se tsotsil em muitos municípios no estado mexicano de Chiapas: Zinacantán, Chamula, San Andrés Larráinzar, Chenalhó, Pantelhó, Huitiupán, Chalchihuitán, El Bosque, Simojovel, Iztapa, Bochil, Soyalhó, Huixtán, San Lucas, Acala, San Cristóbal de las Casas e Amatán.

## Dialetos
Há seis dialetos de tsotsil com diversos graus inteligibilidade, denominados conforme as regiões de Chiapas onde são faladas: Chamula, Zinacantán, San Andrés Larráinzar, Huixtán, Ch'enalho', Venustiano Carranza.

## Alfabeto
O tsotsil usa o alfabeto latino completo, porém com as seguintes características:
- não tem as letras "H", nem Q
- as letras W, D, F e G são usadas somente em palavras de origem espanhola
- a letra C não aparece isolada, mas em CH e em CH' ; também o Z só aparece em TZ ou TZ' .
- há os conjuntos TS ou TZ e também TS'  ou TZ'  , dependendo do dialeto.
- usam-se as letras K' , P' , T'

## Fonologia

### Vogais
Em tsotsil há cinco vogais, sendo que o e u podem variar entre vogal arredondada ou não arredondada.
|         | Frontal | Central | Posterior |
| ------- | ------- | ------- | --------- |
| Fechada | i [i]   |         | u [u]     |
| Média   | e [e̞]   |         | o [o̞]     |
| Aberta  |         | a [ä]   |           |

Antes de consoante glotal , as vogais parecem alongar-se e tornar-se mais tensas.

### Consoantes
|                  | Labial       | Labial   | Alveolar | Alveolar  | Palatal  | Palatal   | Velar   | Velar   | Glotal |       |
| aspirada         | ejetiva      | aspirada | ejetiva  | aspirada  | ejetiva  | aspirada  | ejetiva |         | Glotal |       |
| ---------------- | ------------ | -------- | -------- | --------- | -------- | --------- | ------- | ------- | ------ | ----- |
| Nasal            | m [m]        | m [m]    | n [n]    | n [n]     |          |           |         |         |        |       |
| Plosiva          | p [pʰ] b [b] | p' [pʼ]  | t [tʰ]   | t' [tʼ]   |          |           | k [kʰ]  | k' [kʼ] | ' [ʔ]  |       |
| Africada         |              |          | tz [tsʰ] | tz' [tsʼ] | ch [tʃʰ] | ch' [tʃʼ] |         |         |        |       |
| Fricativa        | v [v]        | v [v]    | s [s]    | s [s]     | x [ʃ]    | x [ʃ]     |         |         | j [h]  | j [h] |
| Aproximante      |              |          | l [l]    | l [l]     | y [j]    | y [j]     |         |         |        |       |
| Vibrante simples |              |          | r [ɾ]    | r [ɾ]     |          |           |         |         |        |       |

/b/é muitas vezes a consoante implosiva [ɓ], especialmente quando for intervocálica ou numa posição frontal. É também ligeiramente glotalizada quando na posição inicial.
/kʰ pʰ tʰ/  são mais fortemente aspiradas se estiverem na posição final.
/w d f g/ ocorrem também, porém em palavras de origens externas como bweno do espanhol bueno.
Consoantes aspiradas e ejetivas formam fonemas contrastantes, tais como, por exemplo, kok, kok', k'ok', todos com diferentes significados: "minha perna", "minha língua" e "fogo", respectivamente.

### Estrutura silábica
Todas as palavras tsotsis iniciam por consoantes (que podem ser oclusivas glotais).  Grupos consonantais são utilizados, quase sempre no início de palavras, geralmente em prefixos junto a raízes. As raízes ocorrem como CVC (t'ul "coelho"), CV (to "ainda"), CVCVC (bik'it "small"), CV(C)VC (xu(v)it "verme", a segunda consoantes desaparece em alguns dialetos), CVC-CVC (’ajnil "esposa"), CVCV (’ama "flauta") ou CVC-CV (vo'ne "há muito tempo").  A raiz CVC é a mais usadas. Quase todas palavras tsotsis podem ser consideradas como uma raiz CVC com certos afixos.

### Tonicidade e intonação
Em conversação normal, a sílaba tônica é a primeira da raiz de cada palavra e a palavra no fim da frase é bem mais acentuada. Para palavras isoladas, a tonicidade fica na sílaba final, exceto:
- em verbos de atitudes terminados em -luh,
- prefixos exclusivos da 1ª pessoa do plural,
- raízes reduplicadas entre duas sílabas,

Nesses casos a acentuação não apresenta regras fixas, sendo indicada por Acento agudo gráfico.

### Processos fonológicos
Quando entre vogais, /b/ é pré glotalizado; quando for seguido de uma consoante, b se torna um m sonoro precedido de uma stop glotal. Na posição final, o b suave fica como um m suave se precedido por um oclusiva glotal: nesse caso, tzeb "garota" tem pronúncia [tseʔm]
- quando se adiciona um afixo, o resultado é um dupla consoante fricativa, sendo pronunciada só uma delas. Assim: xx, ss, nn, jj devem ser pronunciados como x [ʃ], s [s], n [n], j [h].  Assim, ta ssut "Ele está voltando" é pronunciado [ta sut] . Outras consoantes duplas, como tztz ou chch, na construção verbal ou em palavras com as mesmas consoantes aparecendo em sílabas conjuntas: chchan "Ele aprende isso" é pronunciado [tʃ-tʃan]
- s muda para x quando fixo antes de uma raiz começando com ch, ch', ou x
- x muda para s quando fixo antes de uma raiz começando  ou terminando com tz ou s

## Morfologia
Em língua tsotsil, somente substantivos, verbos e atributivos são declinados.

### Substantivos
Substantivos podem tomar afixos de posse, de relação reflexiva, independente (sufixo absolutivo), número, exclusão, também formativos de agente e nominalização. Essas composições pode ser formadas de três modos:
- raiz nominal + raiz nominal jol-vitz "cume" (cabeça-colina)
- raiz verbal + raiz nominal k'at-in-bak "inferno" (queimar-osso)
- partícula atributiva + raiz nominal unen-vinik "anão" (pequeno-man)

Há um prefixo para indicar animal não domesticado - x-. Assim temos:  x-t'el "lagarto grande"
Os sufixos de plural para substantivos variam com base no substantivo ser ou não posse de alguém ou algo.
- -t-ik, -ik.  Sufixos plurais para substantivos possuídos, ligados por prefixos possessivos: s-chikin-ik "ouvidos dela(a) / deles(as) k-ich'ak-t-ik "nossas unhas"
- -et-ik.  Sufixos plurais para substantivos não possuídos:  vitz-et-ik "colinas", mut-et-ik "aves"
- -t-ak.  Sufixos plurais para substantivos que vêm em pares, ou quando é necessário indicar plural de ambos, do objeto e do possessor: j-chikin-t-ak "meus (dois) ouvidos", s-bi-t-ak "nomes deles"

Alguns substantivos, tais como partes do corpo ou palavras de carinho, são sempre possuídos.  Não podem ser usados sem um prefixo possessivo, ou, em caso contrário devem ser usados com um sufixo de absoluto para expressar possessor não definido. Os prefixos possessivos são:
| Singular | Plural          |
| -------- | --------------- |
| k- / j-  | k- / j-...-t-ik |
| av- / a- | av- / a-...-ik  |
| y- / s-  | y- / s-...-ik   |

O prefixo listado primeiro é o usado para raiz iniciada com vogal; o segundo é usado para raiz iniciando como consoante. Exemplo: k+ok kok "meu pé", j+ba jba "meu rosto"
O sufixo de  é usualmente il, podendo ser, no entanto, el, al,ol: k'ob-ol "mão (de pessoa não específica)"

### Verbos
Verbos recebem afixos de aspecto, tempo, sujeito e objetos pronominais, formativos de estado, voz, modo, número. Podem ser compostos de três maneiras:
- verbo+subst. tzob-tak'in "fazer dinheiro"
- verbo+verbo mukul-milvan "matar"
- atributivo+verbo ch'ul-totin "se tornar um padrinho"[4]

### Atributivos
Atributivos são palavras que podem funcionar como predicados, não sendo nem verbos, nem substantivos. Em português poderiam ser traduzidos como adjetivos. De forma diferente dos verbos, os atributivos não declinam por aspecto. Também, de forma diferente dos substantivos, eles não podem ser a palavra principal de uma sentença, nem combinam com afixos possessivos. A combinação dos atributivos pode ocorrer de três maneiras:
- raiz verbal + substantivo: ma'-sat "cego" (negativo-olho)

Para cores:
- atributivo de cor + raiz verbal + formativo -an "sombra", "tom" (da cor)"   k'an-set'-an "tom de amarelo"
- atributivo de "cor" reduplicado + t-ik "tipo de plural"   tzoj-tzoj-t-ik <tzoj "vermelho"  Essa construção indica maior intensidade da cor[4]

## Sintaxe
A ordem básica das palavras é VOS (verbo-objeto-sujeito).  Sujeitos e objetos diretos não são marcado por caso. O predicado concorda em pessoa e às vezes em número com sujeito e com objeto direto. Pronomes pessoais não enfáticos não são expressos.

### Concordância verbal
A concordância verbal do tsotsil, que é uma língua ergativa-absolutiva, o sujeito de um verbo intransitivo e o objeto de umas frase com verbo transitivo são marcados com os mesmos tipos de afixos. O sujeito de verbo transitivo tem diferentes afixos de marcação. Vejam-se os afixos das frases seguintes:
- l- i- tal -otik "Nós (no caso é inclusivo) viemos."
- 'i j- pet -tik lok'el ti vinik -e "Nós  (inclusivio) levamos o homem embora."

Na primeira frase, o verbo intransitivo tal ("vir") tem o afixo -i-...-otik' indicando que que o sujeito é a 1ª pessoa plural inclusiva  "nós": Na segunda frase, como verbo pet ("carregar") é transitivo, temos o afixo j-...-tik indicando 1ª pessoa plural inclusiva  nós".
- l- i- s- pet -otik "Ele nos (inclusivo) carregou".

Nessa sentença vemos que o objeto direto da 1ª pessoa plural inclusiva "nos" está marcado do mesmo modo que um sujeito da 1ª pessoa plural inclusiva "nós" pelo uso de -i-...-otik.  Assim, -i-...-otik é o marcador de Língua ergativa-absolutiva para 1ª pessoa plural inclusiva.
Para sentença l- i- s- pet -otik "Ele nos (inclusivo) carregou". é possível ver que há o marcador de ergatividade da 3ª pessoa, contrastando com a 3 pessoa com marcação absoluta Ø na sentença 'i- tal "ele(a) / eles(as) vieram."

### Enumeração
No caso de muitos substantivos, números podem ser compostos com classificadores numerais que indicam a natureza física do objeto contado. Como exemplo, temos: vak-p'ej na "seis casas" - o classificador -p'ej é para "objetos redondos, casas, flores, etc." é anexado ao número vak "seis" e precede o substantivo na "casa(s)."

## Léxico
| Português | Tsotsil |
| --------- | ------- |
| um        | jun     |
| dois      | chib    |
| três      | 'oxib   |
| dinheiro  | tak'in  |
| tortilla  | vaj     |
| rosto     | satil   |
| casa      | na      |
| água      | vo'     |
| árvore    | te'     |
| rio       | 'uk'um  |

Há também palavras de origem espanhola em tsotsil, tais como:
- rominko < domingo
- pero < pero ("mas")
- preserente  < presidente
- bino <vino ("vinho")[6][7]

## Dicionários e gramática
Em 1975, a Smithsonian Institution produziu um dicionário de Tzotzil, contendo cerca de 30 mil verbetes Tzotzil-Inglês e cerca de 15 mil Inglês-Tzotzil, sendo a mais compreensiva fonte de vocabulário de Tzotzil até hoje. As gramáticas e dicionários existem desde o final do século XIX, como, por exemplo, o trabalho de Otto Stoll, Zur Ethnographie der Republik Guatemala (1884).

## Mídia
Programação radiofônica em Tzotzil é apresentada pela National Commission for the Development of Indigenous Peoples (CDI) nas estações XEVFS de Las Margaritas (Chiapas), e XECOPA de Copainalá, Chiapas.

## Amostra de texto
Skotol vinik o ants ta spejel balumile k´olem x-hayan i ko´ol ta sch´ulal i sderechoetik i, skotol k´ux-elan oyike oy srasonik y slekilalik, sventa skuxijik leknóo ta ju jun ju ju vo.
Em Português
Todos seres humanos nascem livres e são iguais em dignidade e direitos. São providos de razão e consciência e devem agir uns em relação aos outros num espírito de fraternidade.
(Artigo 1 da Declaração Universal dos Direito Humanos)